# روبي برادلي
روبي برادلي (بالإنجليزية: Ruby Bradley) هي عسكري وممرضة أمريكية، ولدت في 19 ديسمبر 1907، وتوفيت في 28 مايو 2002.